# Buellia lactea
Buellia lactea är en lavart som först beskrevs av A. Massal., och fick sitt nu gällande namn av Körb. 1860. Buellia lactea ingår i släktet Buellia och familjen Caliciaceae.   Inga underarter finns listade i Catalogue of Life.